# General Fiasco
General Fiasco er et indie rockband fra Bellaghy i Nordirland. Siden det blev dannet i 2006 har de turneret med Little Comets, Fighting With Wire, The Wombats, One Night Only, The Pigeon Detectives, The Enemy, Jet og Kids In Glass Houses. De udgav deres debutalbum Buildings 22. marts 2010 på pladeselskabet Infectious Records. Deres andet album, Unfaithfully Yours udkom 30. juli 2012 på Dirty Hit.
Den 24. januar 2013 aflyste de deres turne og tilkendegav at de holdt pause som band på ubestemt tid.

## Diskografi

### Albums
| Titel                                              | Album detaljer                                                                               | Højeste hitlisteplacering | Højeste hitlisteplacering | Højeste hitlisteplacering |
| Titel                                              | Album detaljer                                                                               | IRL                       | NZL                       | UK                        |
| -------------------------------------------------- | -------------------------------------------------------------------------------------------- | ------------------------- | ------------------------- | ------------------------- |
| Buildings                                          | - Udgivet: 22. marts 2010 - Pladeselskab: Infectious Records - Format: Cd, digitalt download | —                         | 37                        | 77                        |
| Unfaithfully Yours                                 | - Udgivet: 30. juli 2012 - Pladeselskab: Dirty Hit - Format: Cd, digitalt download           | —                         |                           | —                         |
| "—" indikerer titler, som ikke kom på hitlisterne. |                                                                                              |                           |                           |                           |

### Singler
| Title                                             | Year | Peak chart positions | Peak chart positions | Peak chart positions | Album              |
| Title                                             | Year | IRL                  | UK                   | UK Indie             | Album              |
| ------------------------------------------------- | ---- | -------------------- | -------------------- | -------------------- | ------------------ |
| "Rebel Get By"                                    | 2008 | —                    | —                    | —                    | Buildings          |
| "Something Sometime"                              | 2009 | —                    | —                    | 2                    | Buildings          |
| "We Are the Foolish"                              | 2009 | —                    | —                    | —                    | Buildings          |
| "Ever So Shy"                                     | 2010 | —                    | 87                   | 5                    | Buildings          |
| "I'm Not Made Of Eyes"                            | 2010 | —                    | —                    | —                    | Buildings          |
| "The Age That You Start Losing Friends"           | 2011 | —                    | —                    | —                    | Unfaithfully Yours |
| "Waves"                                           | 2011 | —                    | —                    | —                    | Unfaithfully Yours |
| "Don't You Ever"                                  | 2012 | —                    | —                    | —                    | Unfaithfully Yours |
| "Bad Habits"                                      | 2012 | —                    | —                    | —                    | Unfaithfully Yours |
| "—" indikerer titler, som ikke kom på hitlisterne |      |                      |                      |                      |                    |